# Onyinyechi Nwachukwu
Pour les articles homonymes, voir Nwachukwu.
Onyinyechi Nwachukwu, née le 21 novembre 1991, est une joueuse congolaise (RC) de tennis de table.

## Biographie
Elle remporte la médaille de bronze en double dames aux Jeux africains de 2011 à Maputo et la médaille d'argent aux championnats d'Afrique 2012 avec Han Xing.